# دان کرکام (دوچرخه‌سوار)
دان کرکام (انگلیسی: Don Kirkham; ۲۳ ژوئیهٔ ۱۸۸۷ – ۳۰ آوریل ۱۹۳۰ ( ۴۲ ساله )) دوچرخه‌سوار اهل استرالیا بود. وی در مسابقات تور دو فرانس شرکت کرده است.